# Alto do Seixalinho
Alto do Seixalinho is een plaats (freguesia) in de Portugese gemeente Barreiro en telt 20.522 inwoners (2001).